# DB Group
DB Group est un important conglomérat (chaebol) sud-coréen. Il a été créé en 1969 et est aujourd'hui présent dans de nombreux secteurs d'activité. Il est toujours dirigé par son fondateur. 

## Historique
La Miryung Construction Company Ltd a été créée en 1969 par Junki Kim avec $25.000 et deux employés. Dans les années 1970, l'entreprise de construction est devenu l'une des plus importantes firmes de BTP de Corée du Sud, grâce à d'importants contrats réalisés au Moyen-Orient. À la fin des années 1970, l'entreprise a accumulé suffisamment de ressources financières pour amorcer le développement de ce qui est aujourd'hui le Dongbu Group. 

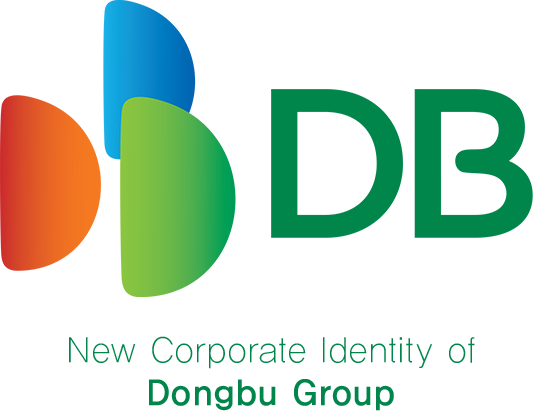

Dans les années 1980, l'entreprise se diversifie d'abord dans les secteurs alors très demandés en Corée : acier, engrais, logistique, finance. Puis se développe dans les industries de haute technologie et la finance internationale. L'entreprise se rebaptise Dongbu Group en 1992. 

## Activité
En 2013, DB Group est structuré en 7 divisions qui gèrent 59 filiales et 40.000 employés. 
- Acier, Métallurgie, Chimie
- Agriculture, Santé, Distribution
- Électronique, Électroménager
- Construction, Énergie, Immobilier
- Logistique, Transport de passagers, Fret
- Assurance, Banque, Gestion d'actifs
- Corporate Social Reponsability (fondations culturelle et philanthropique, club de basket professionnel)

En février 2013, DB rachète 50.6 % du troisième fabricant coréen d'électroménager, Daewoo Electronics, pour 272 milliards de wons. Daewoo Electronics était une filiale du conglomérat Daewoo, l'un des plus grands chaebols sud-coréens avant son démantèlement en 1999. 
DB revendique un chiffre d'affaires de US$ 20.02 milliards en 2010.